# Lèmur nan de Crossley
El lèmur nan de Crossley (Cheirogaleus crossleyi) és una espècie de lèmur. Igual que tots els altres animals d'aquest grup, és endèmic de Madagascar. Té el pelatge del dors vermell-marró i el del ventre gris. Té anells negres que li envolten els ulls i orelles negres per dins i per fora. La fórmula dental és 2:1:3:3.